# Benjamin Douglas
Benjamin Douglas (* 3. April 1816 in Northford, New Haven County, Connecticut; † 26. Juni 1891) war ein US-amerikanischer Politiker. In den Jahren 1861 und 1862 war er Vizegouverneur des Bundesstaates Connecticut.

## Werdegang
Über die Jugend und Schulausbildung von Benjamin Douglas ist nichts überliefert. Später arbeitete er zusammen mit seinem Bruder William bei der Herstellung von Pumpen. Er lebte in Middletown, wo er zwischen 1850 und 1853 Bürgermeister war. Politisch schloss er sich der 1854 gegründeten Republikanischen Partei an. Im Juni 1856 nahm er als Delegierter an der Republican National Convention in Philadelphia teil, auf der John C. Frémont als erster Präsidentschaftskandidat dieser Partei nominiert wurde.
1860 wurde Douglas an der Seite von William Alfred Buckingham zum Vizegouverneur von Connecticut gewählt. Dieses Amt bekleidete er zwischen 1861 und 1862 zu Beginn des Bürgerkrieges. Dabei war er Stellvertreter des Gouverneurs und Vorsitzender des Staatssenats. Über sein Leben nach seiner Zeit als Vizegouverneur ist nichts überliefert. Er starb am 26. Juni 1894 und wurde in Middletown beigesetzt.